# هافي

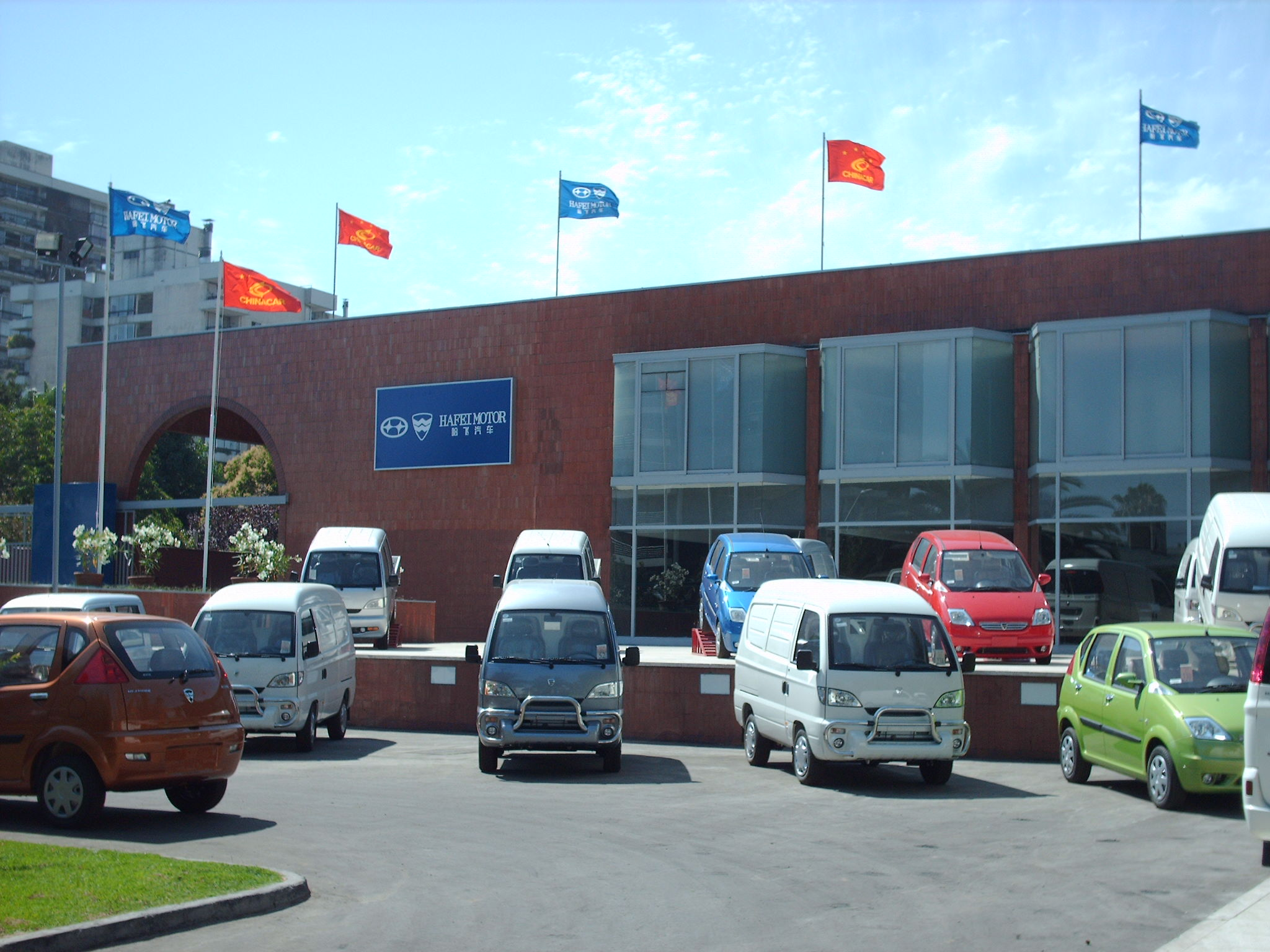
مركز هافي في تشيلي

هافي، رسميا شركة Hafei Motor Co.، Ltd. هي شركة تصنيع سيارات صينية تصنع سيارات السيدان وميني فان. وهي حاليًا شركة تابعة لمجموعة شانجان للسيارات. 

## معرض صور

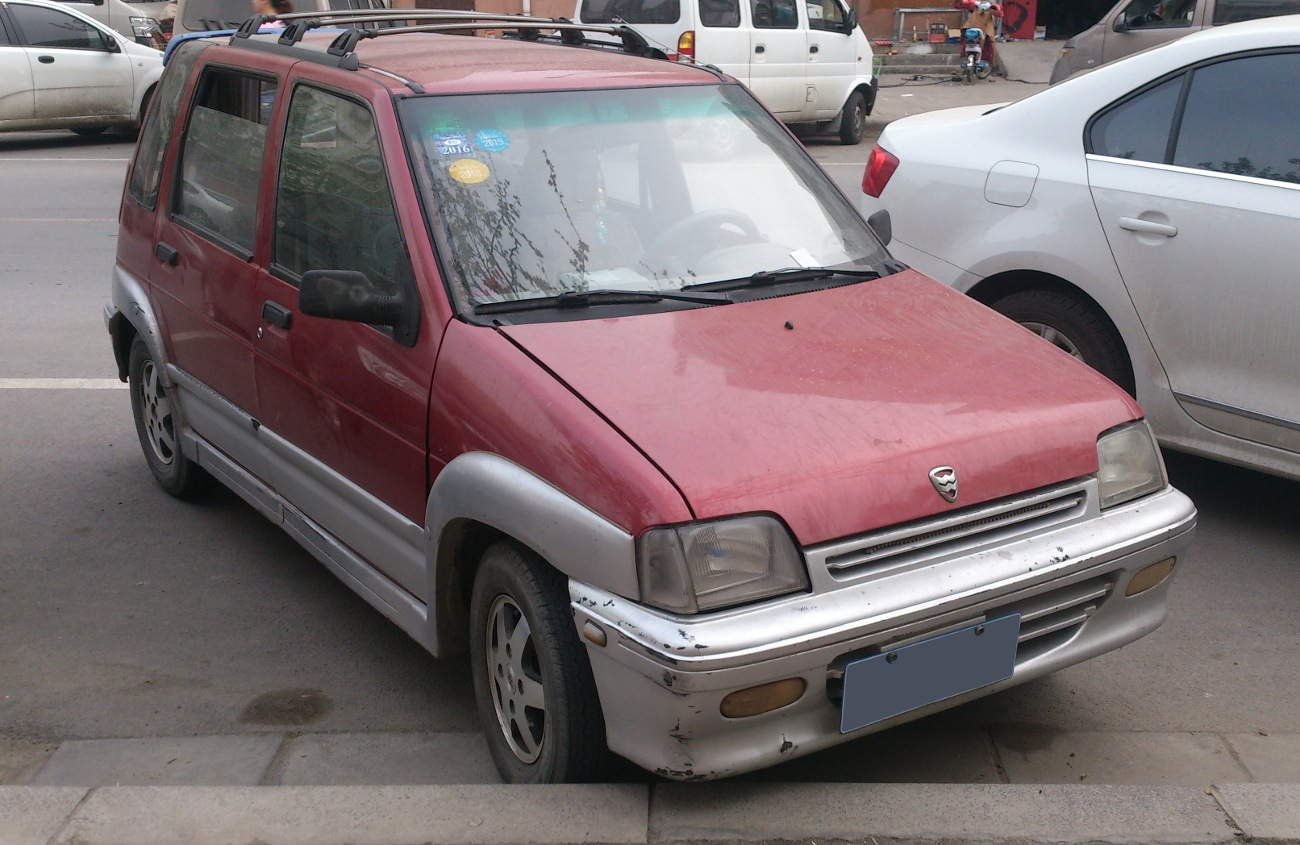
حافي بيلي
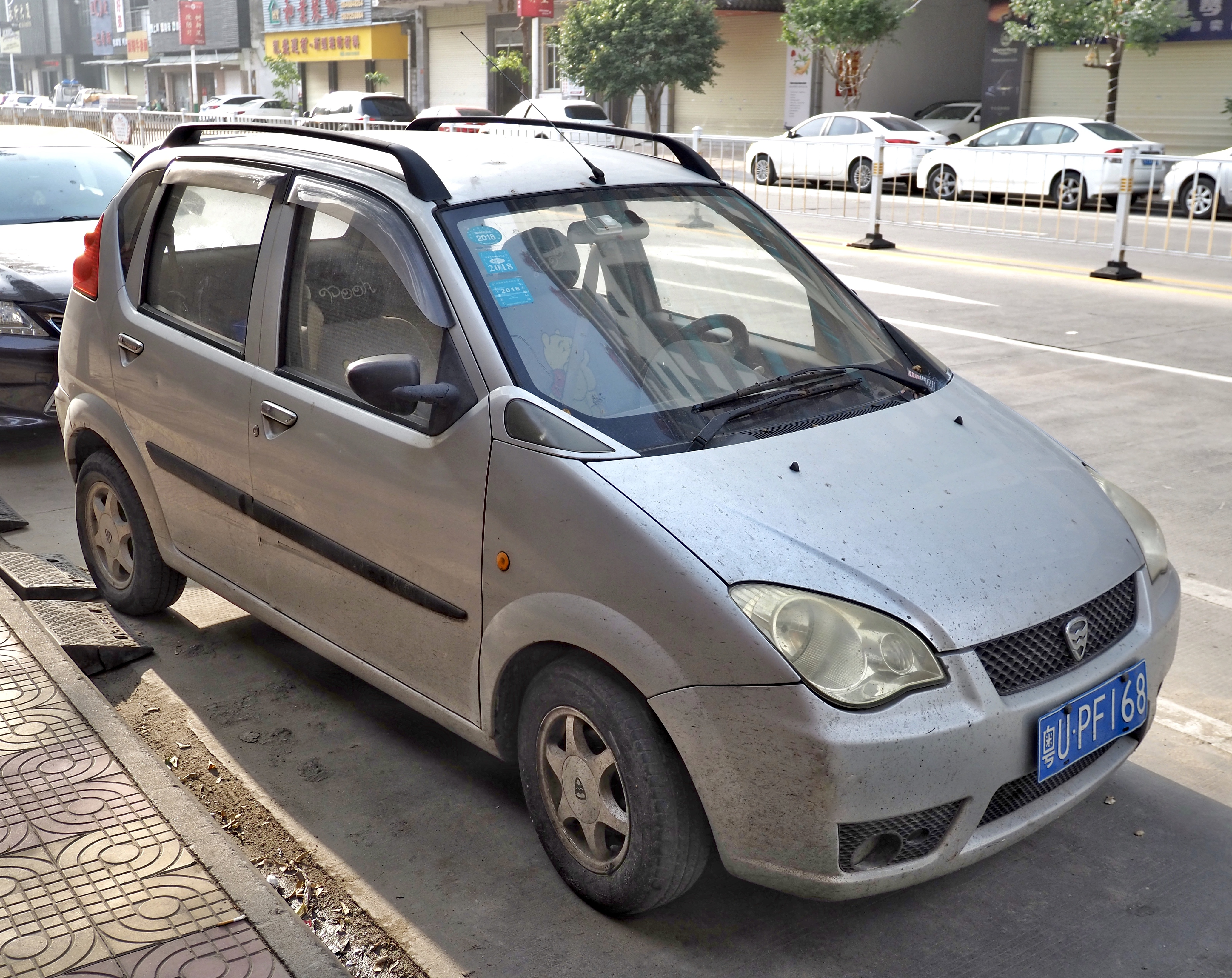
هافي لوبو
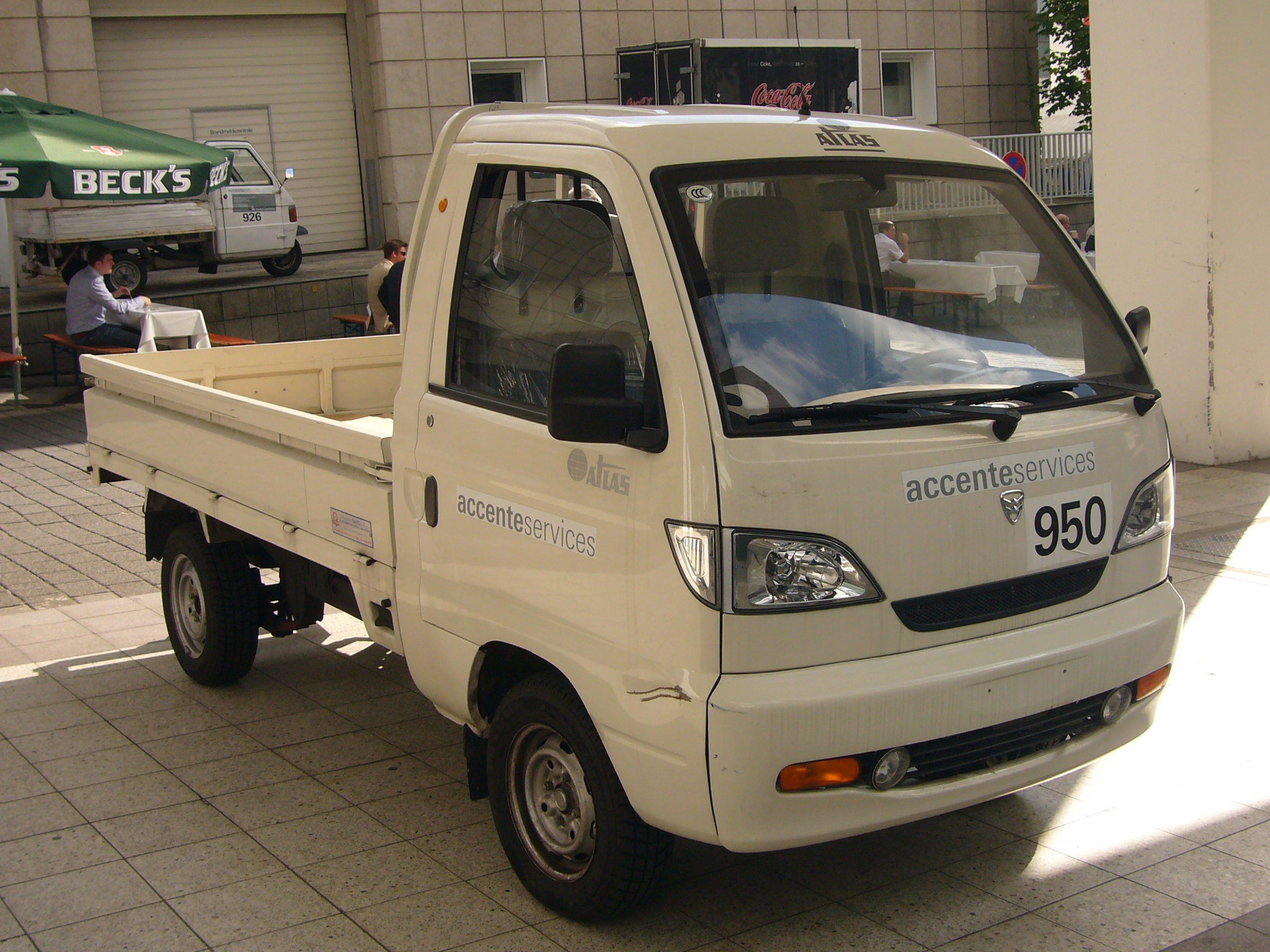
هافي رويي
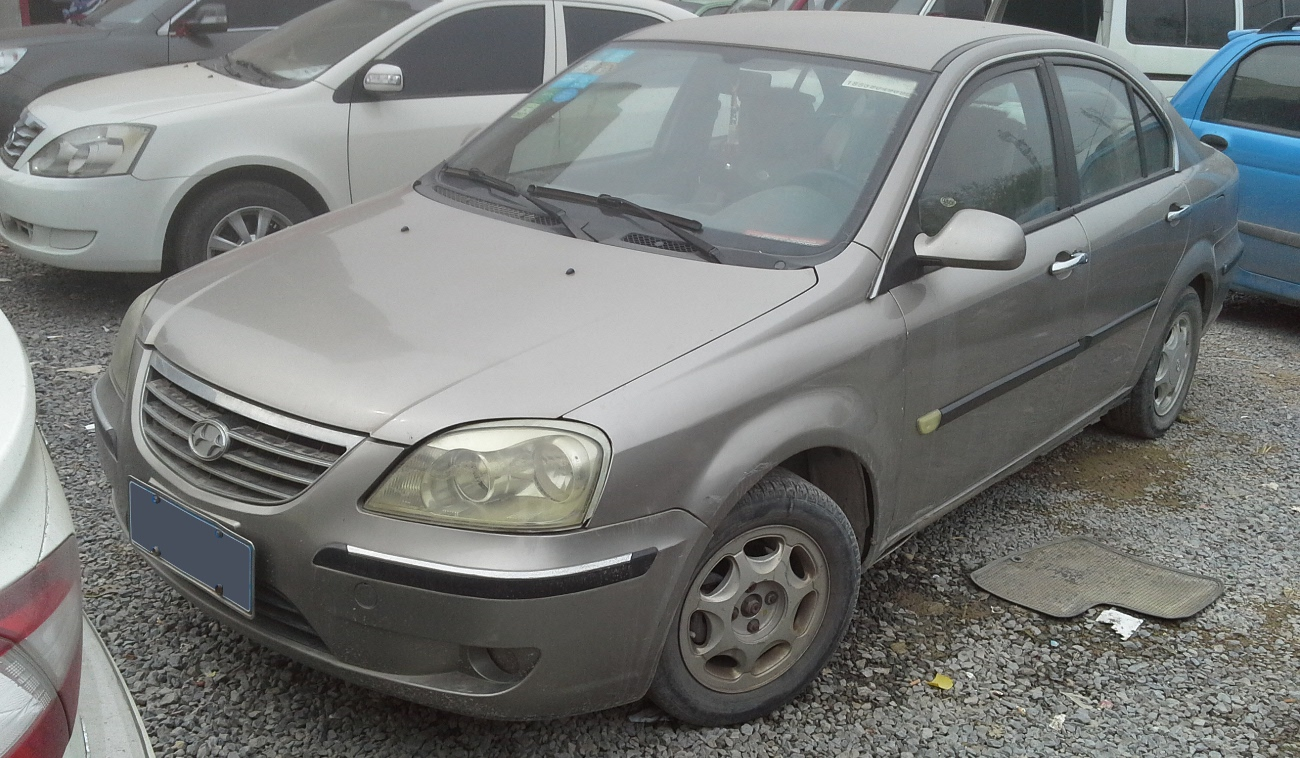
حافي صايباو

## روابط خارجية
- الموقع الرسمي لمجموعة حافي للسيارات باللغة الصينية
- الموقع الرسمي لمجموعة حافي للسيارات باللغة الإنجليزية